# 검은 성모

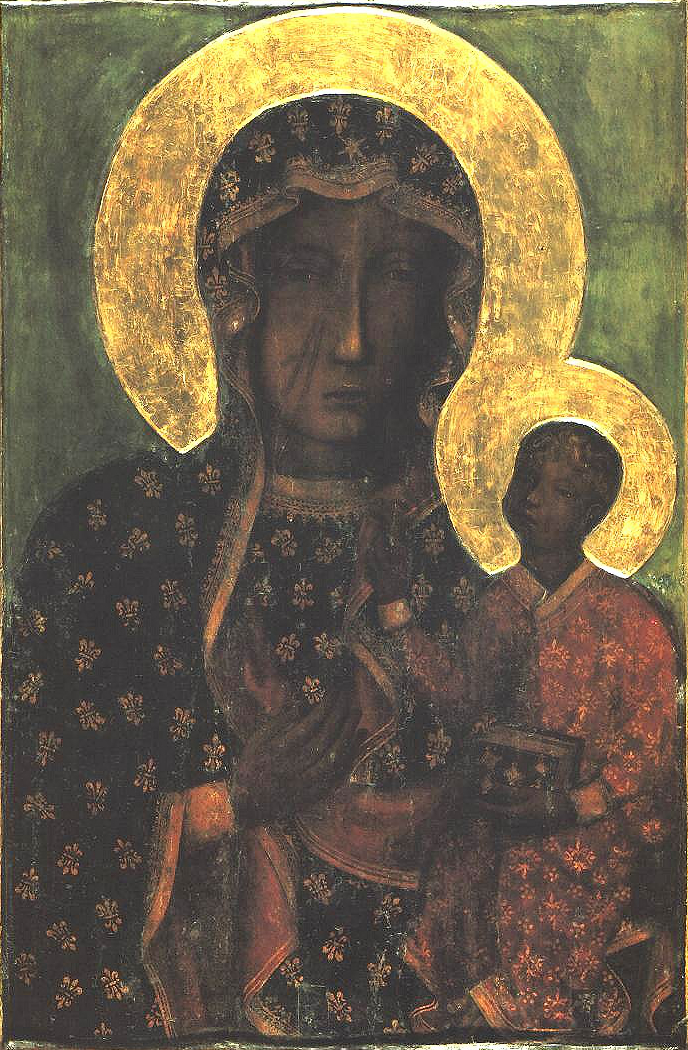
폴란드의 쳉스토호바의 검은 성모

검은 성모는 어두운 피부의 성모 마리아와 아기 예수의 조각상이나 그림을 지칭하는 단어다.